# Жилису (Жетисайський район)
Жилису́ (каз. Жылысу) — село у складі Жетисайського району Туркестанської області Казахстану. Входить до складу Жилисуського сільського округу.
У радянські часи село називалось Мінеральні Води.
Населення — 4542 особи (2021; 4799 у 2009, 3752 у 1999, 3297 у 1989).